# Roger Rigaudière
Pour les articles homonymes, voir Rigaudière.
Roger Rigaudière, né le 22 juillet 1932 à Saint-Chamant (Cantal) et mort le 17 février 1999 à Limoges (Haute-Vienne), est un homme politique français. Il fut notamment sénateur du Cantal et maire de Saint-Chamant.

## Biographie
Responsable syndical agricole (FDSEA), il est aussi vice-président des Chambres départementales et régionales d'agriculture et président de l'Association départementale des maires du Cantal.

## Détail des fonctions et des mandats
Mandats locaux
- 1973 - 1977 : Conseiller municipal de Saint-Chamant
- 1977 - 1983 : Maire de Saint-Chamant
- 1983 - 1989 : Maire de Saint-Chamant
- 1989 - 1995 : Maire de Saint-Chamant
- 1995 - 17 février 1999 : Maire de Saint-Chamant
- 1980 - 1985 : Conseiller général du canton de Salers
- 1985 - 1989 : Conseiller général du canton de Salers
- 1986 - 1992 : Conseiller régional d'Auvergne
- 1992 - 1998 : Conseiller régional d'Auvergne
- 1998 - 17 février 1999 : Conseiller régional d'Auvergne

Mandat parlementaire
- 24 septembre 1989 - 30 septembre 1998 : Sénateur du Cantal